# Махорин, Виктор Павлович
Ви́ктор Па́влович Махо́рин (2 июля 1948, Ташкент — 20 июня 1993) — советский гандболист, серебряный призёр Олимпийских игр. Заслуженный мастер спорта СССР (1980).

## Биография
Начинал карьеру в ташкентской ДЮСШ, выступал за юношескую сборную Узбекской ССР. В 1967 году дебютировал в составе сборной СССР.
На Олимпийских играх в Москве Махорин выиграл серебряную медаль. На турнире он провёл 6 матчей и забросил 7 мячей.
Чемпион мира 1982 года.

## Образование
Выпускник Московского авиационного института.